# Brian May (hudební skupina)
Brian May (anglicky originálně The Brian May Band) byla americko-britská rocková hudební skupina, kterou vytvořil kytarista skupiny Queen, Brian May. Kapela byla původně vytvořena v říjnu 1991 pro Mayovo vystoupení na kytarovém festivalu Guitar Legends v Seville ve Španělsku. Skupina pořádala turné obvykle pro propagaci nějakého sólového alba Briana Maye. 
Rytmickou sekci kapely tvořili Cozy Powell a Neil Murray, kteří předtím hráli ve skupině Black Sabbath a Whitesnake. Spike Edney, který hrál na klávesy v Queen mezi lety 1984–1986, se i v této skupině ujal postu klávesisty.
Kapela se brzy vydala na turné po USA, Evropě a Japonsku. Turné skončilo v prosinci 1993, kdy se May vrátil do studia se svými kolegy z kapely Queen Rogerem Taylorem a Johnem Deaconem pro dokončení posledního studiového alba Queen, Made in Heaven . Mezitím se Cozy Powell a Neil Murray vrátili k Black Sabbath a oba se později připojili ke kapele Petera Greena. 
Kapela se znovu sešla v roce 1998, aby propagovala album Briana Maye Another World. Eric Singer, byl na poslední chvíli zařazen do skupiny jako náhrada za Cozyho Powella, který zemřel při dopravní v dubnu 1998. 
V roce 2005 se Jamie Moses a Spike Edney připojili ke znovuobnovené skupině Queen se zpěvákem Paulem Rodgersem pod názvem Queen + Paul Rodgers.

## Diskografie
Živá alba
- Live at the Brixton Academy (1993)[2]

## Členové
Členové skupiny pro turné po Jižní Americe v roce 1992
- Zpěv – Brian May
- Bicí – Cozy Powell
- Kytara – Mike Caswell, Brian May
- Klávesy – Spike Edney
- Basová kytara – Neil Murray
- Doprovodný zpěv – Maggie Ryder, Miriam Stockley a Chris Thompson

Členové skupiny pro světové turné k albu „Back to the Light“ v roce 1993
- Zpěv – Brian May
- Bicí – Cozy Powell
- Kytara – Jamie Moses, Brian May
- Klávesy – Spike Edney
- Basová kytara – Neil Murray
- Doprovodný zpěv – Cathy Porter a Shelley Preston

Členové skupiny pro světové turné k albu „Another World“ v roce1998
- Zpěv – Brian May
- Bicí – Eric Singer
- Kytara – Jamie Moses, Brian May
- Klávesy – Spike Edney
- Basová kytara – Neil Murray
- Doprovodný zpěv – Susie Webb a Zoe Nicholas[3]